# Rodolfo Belenzani
Rodolfo Belenzani (* um 1372; † 5. Juli 1409 in Trient) war ein Adeliger und Anführer des Aufstandes von Trient von 1407.

## Leben

### Herkunft und erste Jahre
Belenzani entstammte einer ursprünglich am nördlichen Gardasee ansässigen Adelsfamilie, die im 13. Jahrhundert nach Trient umsiedelte. Durch eine geschickte Heiratspolitik gelang ihr der soziale und wirtschaftliche Aufstieg zu einer der bedeutendsten Familien der Stadt. Ende des 13. Jahrhunderts besaß sie bereits zahlreiche Häuser in Trient, eine etwas außerhalb der Stadt gelegene Burg, Castel Pietrapiana, sowie Ländereien in der näheren und weiteren Umgebung. Der Einfluss, den die Familie ausgeübt haben muss, wird daran deutlich, dass ab dem 14. Jahrhundert sogar ein Stadtviertel, die Contrada Belenzani, nach ihr benannt wurde.
Der Name Rodolfo Belenzani taucht zum ersten Mal in einem Schriftstück von 1385 auf, als dem noch jungen Rodolfo vom Bischof von Trient Albert von Ortenburg einige Ländereien als Lehen übertragen wurden, die vormals seinem verstorbenen Vater zugestanden worden waren. Diese Lehen wurden ihm 1391 von Georg von Liechtenstein, dem Nachfolger Ortenburgs, bestätigt, darunter auch Castel Pietrapiana.
Rodolfo war gebildet, konnte Latein und Deutsch. Unter seinem Freundeskreis befanden sich Humanisten und Juristen aus Padua, die als Vikare der Kurie in Trient dienten. Zu Studienzwecken hielt er sich des Öfteren in deren Kanzleien in Padua auf.
Ende des 14. Jahrhunderts war der noch junge Belenzani bereits mit öffentlichen Ämtern betraut worden. So war er 1399 Mitglied des städtischen Marktgremiums und regelte mit dem bischöflichen Vikar den Fischmarkt, befasste sich aber auch mit den Löhnen der Weinbauern. 1406 war er bischöflicher Hauptmann auf der Burg Tenno.

### Der Aufstand von 1407
Im Februar 1407 brach in Trient ein Aufstand aus, der auch auf andere Gegenden des Fürstbistums übergriff. Er war Folge des zunehmenden Machtverlustes des Bischofs zugunsten der Grafen von Tirol aufgrund der 1363 erstmals unterzeichneten Kompaktaten, mit denen indirekt das bischöfliche Lehenswesen und damit die wirtschaftliche und soziale Basis des lokalen Adels in Frage gestellt wurde. Der Versuch Georgs von Liechtenstein seine Machtposition durch die Einsetzung treuer Gefolgsleute aus seiner Heimat Mähren zu stärken, spitzte die Situation noch zu. Seine Vikare nutzten die schwache Position des Fürstbischofs aus und brachten durch schlecht geführten Amtsgeschäfte und eine übertriebene Steuer- und Abgabenpolitik, die auch die unteren Schichten traf, die Bevölkerung gegen sich auf.
Am 2. Februar 1407 marschierte eine aufgebrachte Menge unter der Führung des Adeligen Negro de’ Negri di S. Pietro vor den Palazzo Pretorio in Trient und protestierte gegen die Abgabenlast, zudem forderte man die Absetzung des verhassten bischöflichen Vikars. Die auch andernorts ausgebrochenen Unruhen trafen den im Castello del Buonconsiglio festgehaltene Bischof überraschend. Im Laufe des Monats sah sich Liechtenstein gezwungen Zugeständnisse zu machen und Rechte abzutreten. Am 28. Februar 1407 unterzeichnete er schließlich die sogenannte Magna Charta Libertatum Tridenti. Damit gestand er unter anderem die Wahl eines Stadtrates, die Kontrolle über die Amtsgeschäfte des städtischen Vikars und die Ernennung eines Referenten und sogenannten Hauptmannes des Volkes zu.
Mit der Aufgabe des Hauptmannes wurde Rodolfo Belenzani betraut, der während des Aufstandes selbst nicht in Erscheinung getreten war. Liechtenstein bereute die gemachten Zugeständnisse bald und suchte Hilfe bei dem aus Parma stammenden Condottiere Ottobono da Parma, der im Dienste des Herzogs von Mailand stand, um mit dessen militärischer Unterstützung den Aufstand zu unterdrücken. Das Hilfegesuch blieb nicht unbemerkt und Belenzani versuchte nun seinerseits sich des Bischofs zu entledigen, zumal ihn der Graf von Tirol Friedrich IV. in dem Anliegen unterstützte. Auf die Weigerung des Bischofs Castel Buonconsiglio Belenzani zu übergeben, ließ in Letzterer am 4. April 1407 im Torre Vanga einsperren.  Als wenige Tage danach Besitztümer des Bischofs geplündert wurden, bat Rodolfo den Grafen von Tirol um Hilfe, um ein weiteres Ausufern der Unruhen zu verhindern. Kurz darauf besetzten am 16. April 1407 die von Heinrich VI. von Rottenburg angeführten Truppen die Stadt. Belenzani belagerte währenddessen mit seinen Truppen die von einem bischofstreuen Anhänger gehaltene Burg von Pergine.
Friedrich IV. gewährte der Stadt zunächst weitere Rechte, den Bischof dabei völlig außer Acht lassend. Belenzani erhielt für seine Dienste Castel Tenno als Lehen zugesprochen sowie den Titel eines Hauptmannes und den eines Bürgermeisters. Mit Hilfe mehrerer aus Padua stammender Juristen, die zu seinem Freundeskreis gehörten, arbeitete Rodolfo ein Statut für die Stadt aus, das als Vorlage auch für andere Gemeindestatute im Fürstbistum diente. Der an den Rand gedrängte Bischof verweigerte jegliche Zusammenarbeit im Angesicht der neuen Verhältnisse und wurde erst unter Hausarrest gestellt, bevor er im Juli 1407 mehr oder weniger Trient fluchtartig in Richtung Wien verließ, von wo er erst Ende 1409 zurückkehrte.
Die Harmonie zwischen Friedrich IV. und der antibischöflichen Bewegung endete relativ bald. Die immer stärker ausgeübte Kontrolle auf den Stadtrat und die Besetzung wichtiger Positionen durch Gefolgsleute des Grafen endete mit der Abkehr und schließlich im offenen Widerstand Belenzanis und seiner Anhänger. Anstelle des Bischofs musste sich die Oberschicht der Stadt nun mit Friedrich IV. auseinandersetzen.
Am 6. Oktober 1407 wurde Rodolfo von den Leuten Friedrichs IV. verhaftet, das Amt des Hauptmannes aufgelöst und die gewährten Privilegien teilweise abgeschafft. Belenzani entging dem Kerker, da ein Freund, Peter von Spaur, die Kaution von 25.000 Dukaten hinterlegte. Statt wie auferlegt im Januar 1408 vor dem Grafen zu erscheinen, floh er und suchte nach neuen Verbündeten, die er in der Republik Venedig ausgemacht zu haben schien. In der von Venedig gehaltenen Stadt Rovereto sammelte er eine Reihe von Bewaffneten um sich.
Auch einige Burgherren wie Negro de’ Negri in Stenico leisteten den neuen Anordnungen Widerstand. Venedig hielt sich jedoch mit einem Bündnis zurück, traute den Aufständischen nicht und wollte seine wirtschaftlichen Beziehungen mit den nördlichen Nachbarn nicht aufs Spiel setzen.
Auf sich allein gelassen, zog Belenzani mit seinen Anhängern am 28. Juni 1409 nach Trient. Die Gefolgsleute des Grafen zogen sich, nachdem einige von ihnen von den Aufständischen getötet worden waren, in das Castello di Buonconsiglio zurück, das Rodolfo daraufhin belagern ließ. Die Antwort Friedrichs IV. ließ nicht lange auf sich warten und am 5. Juli eroberten seine Truppen die Stadt zurück. Dabei wurde bei den blutigen Zusammenstößen mit den Aufständischen Rodolfo Belenzani tödlich verletzt, der  noch am gleichen Tag verstarb.

## Rezeption
Zu Beginn des 20. Jahrhunderts wurde Belenzani in nationalistischer Weise als Führer eines demokratischer Aufstandes gegen die Fremdherrschaft hingestellt, insbesondere unter dem mit dem Irredentismus sympathisierenden Bürgertum, dabei außer Acht lassend, dass es sich um eine zum größten Teil vom Adel initiierte und getragene Bewegung handelte.